# آرامگاه امامزاده علی بن جعفر
بقعه امامزاده علی بن جعفر مربوط به دوره صفوی است و در قزوین، خیابان طالقانی، محله ملک‌آباد واقع شده و این اثر در تاریخ ۱۹ آذر ۱۳۷۵ با شمارهٔ ثبت ۱۷۹۲ به‌عنوان یکی از آثار ملی ایران به ثبت رسیده است.